# Aéro-Club de France
O Aéro-Club de France (AeCF) foi fundado como Aéro-Club em 20 de Outubro de 1898 como uma associação "para encorajar a locomoção aérea".

## Histórico
Os fundadores do Aéro-Club de France foram: Ernest Archdeacon, Léon Serpollet, Henri de la Valette, Jules Verne e sua esposa, André Michelin, Albert de Dion, Santos Dumont, Henri Deutsch de la Meurthe e Henry de La Vaulx.

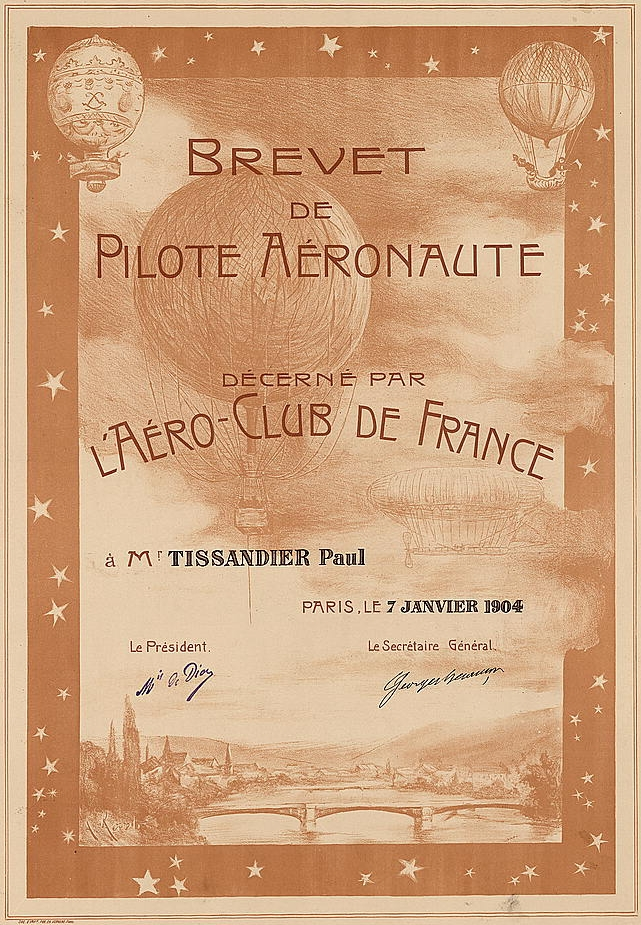
Licença de piloto do Aéro-Club de France,
emitida em 1904.

Em 20 de Abril de 1909 seu nome foi oficialmente alterado para Aéro-Club de France, nome que já vinha sendo utilizado anteriormente.

## Atividades

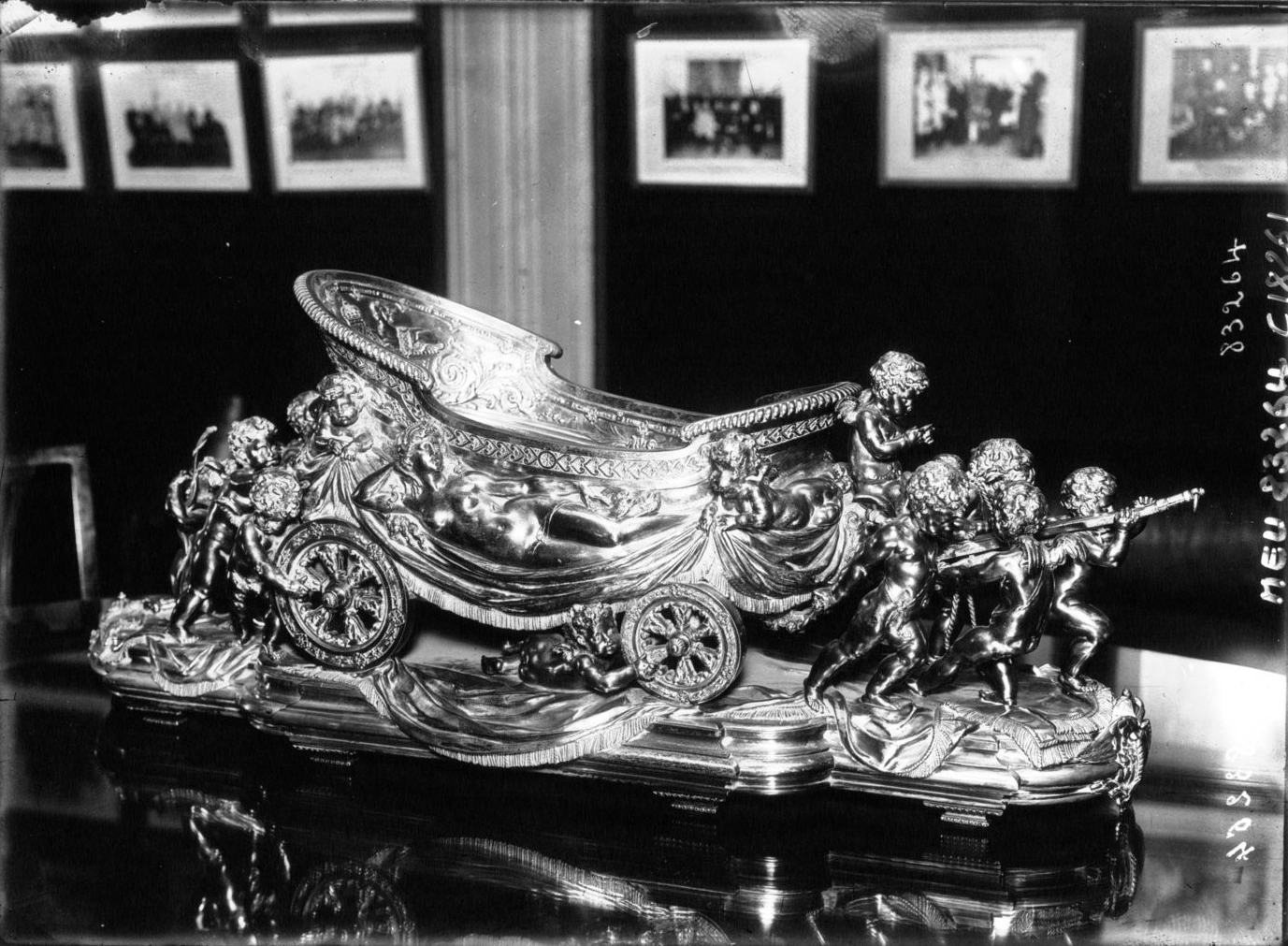
A copa Deutsch de la Meurthe d'aviation.

O Aéro-Club de France originalmente estabeleceu muitos dos regulamentos que controlavam a aviação na França. Desde a sua formação também definiu as regras que marcaram alguns dos 'primeiros' na aviação, como o primeiro voo em circuito fechado de mais de 1 km e o primeiro voo de helicóptero, e organizou competições como:
- o "Prix Deutsch de la Meurthe", um desafio para os dirigíveis de 1901
- o "Trophée d'Aviation Gordon Bennett" para aeronaves de asa fixa em 1909

O clube publicou a revista L'Aérophile de 1898 a 1947, e desde 1997 publica a revista Aérofrance.
O Aéro-Club de France foi membro fundador da Federação Aeronáutica Internacional (FAI) em 1905, um esforço conjunto com outras associações nacionais.
Depois de 1945, algumas das funções regulatórias do Aéro-Club foram assumidas por outros órgãos. Agora se concentra na promoção da aviação e na certificação.

## Medalha
O Clube concede a "Grande Medalha do Aéro-Club de France" a indivíduos que fizeram contribuições notáveis para o avanço da aviação. Os vencedores incluem:
- 2006 - A equipe de teste de vôo do Airbus A380 e do Dassault Falcon 7X
- 2005 - Pierre Guyoti
- 2004 - Na aposentadoria do Concorde, os chefes da EADS, British Aerospace, Air France e British Airways
- 2003 - Steve Fossett
- 2002 - Os astronautas da missão Andromeda
- 2000 - Jean-Pierre Haigneré, astronauta da ESA
- 1998 - Bertrand Piccard, do balão Breitling Orbiter 3
- 1997 - Claudie Haigneré, Shannon Lucid, Yelena Kondakova
- 1996 - Jules Roy, autor
- 1995 - Serge Dassault
- 1994 - Henri Pescarolo
- 1988 - Jean Salis, Chuck Yeager
- 1986 - Patrick Baudry
- 1981 - John Young, Robert Crippen
- 1970 - Jim Lovell, Jack Swigert, Fred Haise
- 1969 - Neil Armstrong, Buzz Aldrin, Michael Collins
- 1967 - Adrienne Bolland, Élisabeth Boselli, Marcel Dassault, Didier Daurat, Jean Lasserre, Georges Libert, Henry Potez
- 1963 - Jacqueline Auriol
- 1958 - Gabriel Voisin
- 1938 - Henri Guillaumet, Paul Tissandier
- 1937 - Maryse Bastié
- 1931 - Maurice Noguès
- 1930 - Jean Mermoz, Maurice Bellonte
- 1928 - Joseph Le Brix
- 1927 - Charles Lindbergh
- 1923 - Louis Bréguet, Pierre-Georges Latécoère, Dieudonné Costes
- 1922 - Clément Ader
- 1920 - Joseph Sadi-Lecointe
- 1917 - Subtenente Lucien Jailles, Sargento Walter Lovell, Subtenente Raoul Lufbery, Archibald Johnson, Willis Haviland, Capitão Georges Thenault, Subtenente Harold Willis, Segundo Tenente Henri Languedoc, Tenente J.A. Tourtay, Segundo Tenente Hector Varlin, Segundo Tenente William Thaw, Tenente Albert Dullin, Capitães Alfred Heurtaux e Georges Guynemer, Segundo Tenente Paul Tarascon e Capitão André Wateau
- 1912 - Roland Garros
- 1911 - Jules Védrines
- 1910 - Géo Chavez
- 1909 - Louis Blériot
- 1908 - Henri Farman, Wilbur Wright, Orville Wright
- 1901 - Alberto Santos-Dumont, Henri Deutsch de la Meurthe, Robert Lebaudy
- 1900 - Henry de La Vaulx